# 오공신회맹축
오공신회맹축(五功臣會盟軸)은 조선시대의 회맹문으로, 서울특별시 유형문화재 제97호이다.

## 개요
《오공신회맹축》은 조선 세조 2년(1456) 11월 14일에 왕세자와 개국공신(開國功臣)·정사공신(定社功臣)·좌명공신(佐命功臣)의 친자식과 맏아들의 자손들, 정난공신(靖難功臣)·좌익공신(佐翼功臣)과 그 자식들이 북단에 모여 동맹할 때 작성한 회맹문이다.
개국공신은 조선 태조 이성계를 도와서 나라를 세우는 데 공로가 있는 정도전 등 43명에게 내린 공훈이고, 정사공신은 태조 7년(1398)에 일어난 제1차 왕자의 난을 평정한 공으로 제2대 정종 때 의안대군 등 17명에게 내린 공훈이며, 좌명공신은 제2차 왕자의 난으로 이방원이 태종으로 왕위에 오르는 데 공을 세운 사람들로서 태종 1년(1401)에 46명에게 내린 공훈이다. 정난공신은 수양대군과 한명회 등이 주동하여 황보인·김종서 등의 무리를 죽이고, 그들이 반역을 모의하였다고 모함한 사건이 일어낫을 때 단종이 김종서 등을 죽이는 데 공을 세운 43명에게 준 공훈이다. 좌익공신은 수양대군이 단종을 몰아내고 세조로 왕위에 오르는 과정에서 공을 세운 사람들로서 세조 1년(1455)에 모두 44명에게 내린 공훈이다.
이 공신록의 내용은 오공신과 그 자손에게 내려준 나라의 은혜를 잊지 말고 동심협력하여 국은을 갚기에 힘쓸 것과 왕에게 충성을 다하고 공신 자손간에도 단결하고 협력할 것을 신명에 맹세한 것이다.
이 공신록의 크기는 세로 54cm, 길이 620cm의 두루마리로 되어 있는데, 앞부분 약 4.5행(88자)이 훼손, 탈락되어 있다. 탈락된 내용은 《세조실록》(世祖實錄)에 실려 있어 복원할 수 있었다.
이 문서의 맨 앞부분에는 199자로 된 회맹문이 있고, 바로 이어 회맹에 참가한 왕자와 공신 자손의 군호·공신호·직함·성명과 수결이 있다. 양녕대군을 포함한 3대군과 9군, 226명의 공신 이름이 기재되어 있으며 178명이 수결을 하였다.
이 문서는 현존하는 공신회맹문으로는 가장 오래된 것 중의 하나로서, 당시 오공신과 그 자손들의 동향 및 조선 초기의 정치인물들을 연구하는 데 매우 귀중한 자료이다.